# 鄭齊磊
鄭 齊磊（ㄓㄥˋㄑㄧˊㄌㄟˇ　キレイ・チェン　1989年5月15日 - ）は台湾台北市士林區出身の俳優。
主にBL（ボーイズラブ）ドラマでの活躍で知られている。ドラマ『正負之間～Plus & Minus』での演技が特に注目を集めた。

## 経歴
大学時代にバーテンダーとしてのアルバイトを始め、その後さまざまなバーで経験を積みながら腕を磨き、モデルの仕事をしつつ俳優養成所で演技のレッスンを受け、2021年には台湾のバンド「告五人（Accusefive）」の楽曲「愛人錯過」のミュージックビデオに主演し、男性同士の恋愛を描いたストーリーで注目を集め、2022年には台湾のBLドラマ『正負之間～Plus & Minus』で調酒師の役を演じ、共演者の李見騰（リー・ジエントン）と共に息の合った演技が視聴者の間で話題となる。
撮影前には共演者たちと数日間共同生活を送り、互いの親睦を深め、演技のリアリティを高める努力をし、これらの活動を通じて世界中にファンを獲得。

## 人物
彼は共演者とのコミュニケーションを大切にし、演技に対して真摯な姿勢を持つ一方で、普段はあまり話すタイプではないものの、時々ジョークを交えることを好み、Instagramでは日常の様子や撮影の裏側をシェアしながらファンとの交流を積極的に行っている。
最も好きな俳優として香港の張國榮（レスリー・チャン）と日本の木村拓哉を挙げ、歌が苦手で、好きな食べ物はうまい棒、嫌いな食べ物は茄子であり、物持ちが良く、同じ服を何年も着るタイプで、好きなブランドはヨージ・ヤマモトである。
バーテンダーでありながらお酒は好きではなく、水をよく飲み、空気を読むことは決してしないが、相手を傷つけるようなことはせず、自分の意見はしっかりと伝え、猫が大好きで現在は茶トラの猫を飼っている。

## 出演

### 映画
- 2020年 - 親愛的殺手

### ドラマ
- 2014年 - 徵婚啟事　酒保役
- 2016年
  - 來自未來的史密特　IT超人役
  - 滾石愛情故事　終結孤單　酒保役
- 2022年 - 正負之間　加藤勇氣役
- 2024年 - 讓我看見你是誰　画家役

### バラエティ番組
- 2022年 - 紳士任務

### MV
- 2018年 - 孫八一「 愛我別走」
- 2019年　
  - SHIO郭修彧「Hug Yourself」
  - 告五人「愛人錯過」
- 2021年　
  - 棉花糖「一切都是為了與你相遇」
  - TRASH「家　Home」
- 2021年　Karencici「花園裡的流星雨」

### CM
- 2016年 - 淘寶
- 2017年　
  - Prime Blue 紳藍
  - DHC
- 2018年 - Pao Pao Ears
- 2019年 - Cheers 氣泡水
- 2020年 - 國立故宮博物院南部院區

### モデル
- 2014年 - FHM 12月號
- 2015年　
  - Ridgebake Taiwan　
  - Rock Vintage
  - 輔仁大學織品服飾系畢業展
- 2016年　
  - adidas show（武漢市・台北市）
  - mokey time
  - Bang 11月號
  - Vogue fashion night out
  - 臺北時裝週
- 2017年　
  - 高雄聖羅雅婚紗　品牌禮服出租
  - EDWIN
  - wanlinling
  - ELLE NEW TALENT AWARDS SHOW
  - Cool Magazine 5月號
  - M.Magazine 春季號
  - 50％ Fifty Percent
  - Mixfit Magazine
  - Vogue fashion night out
  - adidas show （武漢市）
  - 江戶勝
- 2018年　
  - sisley
  - 臺北時裝週
  - wanglinling
  - WooLee X
  - just in xx
  - 實踐大學服裝設計學系畢業展
  - JACK THE RIPPER
- 2019年　
  - 臺北時裝週
  - adidas show （武漢市・成都市・廈門市）
  - GIORDANO
  - 實踐大學服裝設計學系畢業展
- 2020年　
  - 臺北時裝週
  - EDWIN
  - 江戶勝
  - Alien Evolution Studio
  - douchanglee show
- 2021年　
  - 臺北時裝週
  - EDWIN
  - 江戶勝
  - hypebeast × G-SHOCK
- 2022年 - 江戶勝
- 2023年 - 江戶勝
- 2024年　
  - GOOPi
  - GQ＆BMW